# Theresia Kiesl
Theresia Kiesl (Sarleinsbach, 26 ottobre 1963) è un'ex mezzofondista austriaca.

## Palmarès

### Giochi olimpici
- 1 medaglia:
  - 1 bronzo (Atlanta 1996 nei 1500 m piani)

### Europei indoor
- 1 medaglia:
  - 1 oro (Valencia 1998 nei 1500 m piani)